# (2001) Эйнштейн
(2001) Эйнштейн (нем. Einstein) — небольшой астероид главного пояса, который был открыт 5 марта 1973 года швейцарским астрономом Паулем Вильдом в обсерватории Циммервальда и назван в честь великого немецкого физика  XX века, автора теории относительности Альберта Эйнштейна. 

Орбита астероида Эйнштейн и его положение в Солнечной системе
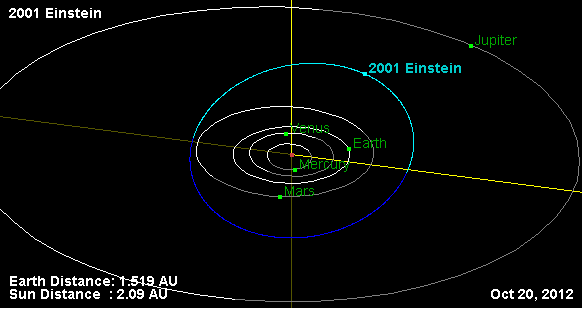
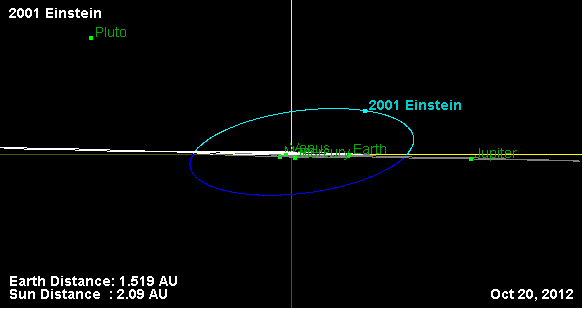